# Roatto
Roatto é uma comuna italiana da região do Piemonte, província de Asti, com cerca de 373 habitantes. Estende-se por uma área de 6 km², tendo uma densidade populacional de 62 hab/km². Faz fronteira com Cortazzone, Maretto, Montafia, San Paolo Solbrito, Villafranca d'Asti.

## Demografia
| Variação demográfica do município entre 1861 e 2011                               |
|                                                                                   |
| Fonte: Istituto Nazionale di Statistica (ISTAT) - Elaboração gráfica da Wikipedia |